# Данило Чорний
Данило Чорний (до 1360 — бл. 1428/1430) — іконописець, чернець, сучасник (швидше за все старший) і співробітник  Андрія Рубльова.  Прізвисько «Чорний» відомо по тексту «Сказання про святих іконописцях» (рос. «Сказания о святых иконописцах») (кін. XVII — поч. XVIII ст.), у більш ранніх джерелах називається просто Данилом. 
Нічого не відомо ні про місце народження Данила, ні про його батьків, невідомо також його ім'я до постригу. Йосип Волоцький в «Духовній грамоті» писав, що художник був чернець  Андронікова монастиря. Працював разом з  Андрієм Рубльовим. Визначення творчої спадщини Данила Чорного ускладнене тим, що творів, виконаних ним одноосібно, історичними документами не зафіксовано. Іконописці XV століття не залишали автографів. Літописи свідчать про розписи Данилом і Андрієм Рубльовим  Успенського собору (1408) у  Володимирі, Троїцького собору (1420-ті роки)  Троїце-Сергієвої лаври. Причому Данило названий першим, що може свідчити про старшинство і його більшу професійну досвідченість. Йосип Волоцький називає Данила вчителем  Рубльова. Андрій Рубльов і Данило розписали також Спаський собор Андронікова монастиря. Вперше питання про розмежування живопису  Андрія Рубльова і Данила Чорного було поставлено І. Е. Грабарем в його роботі про Андрія Рубльові (1926). У розписах  Успенського собору Данилу Чорному приписують композиції південного нефа, південного схилу центрального нефа, ряд фрагментів на північній стіні головного вівтаря, а також частину деісусного і святкового чинів з іконостасу. Останні роки життя провів в  Андроніковом монастирі. Данило помер одночасно, найімовірніше, через епідемію, з Андрієм Рубльовим у 1428 році. Обидва знаменитих автора поховані в  Спасо-Андроніковом монастирі в  Москві. У 1992 році при розчищенні вівтаря Спаського собору поряд з могилами ігуменів та засновників монастиря було виявлене поховання двох простих ченців. Вік ченців був відповідно приблизно 50 і 80 років. На думку антрополога Сергія Нікітіна це було вторинне поховання (кістки мали пошкодження, залишені імовірно пошуковим щупом). На цій підставі (навряд чи кого ще з простих ченців могли розшукувати для перепоховання на настільки почесному місці) поховання були ідентифіковані як тіла Андрія Рубльова і Данила Чорного. Також у нього є брат Чорний Данило(менший).